# Jonathan Prelicz
Jonathan Prelicz (* 15. Juni 1990 in Frauenfeld) ist ein Schweizer Politiker (SP) und klassischer Sänger. Er ist seit Juni 2016 Mitglied des Schwyzer Kantonsrats und war für die Periode 2023/2024 dessen Präsident.

## Politische Laufbahn
Jonathan Prelicz wurde 2016 für den Wahlkreis Arth in den Schwyzer Kantonsrat gewählt. Von 2016 bis 2023 war er Mitglied der Kommission für Bildung und Kultur. Im Jahr 2018 wurde er in die Ratsleitung des Schwyzer Kantonsrats gewählt. Bei den Kantonsratswahlen 2020 und 2024 wurde er in seinem Amt bestätigt. Während der Amtsperiode 2023/2024 war er Kantonsratspräsident. Seit 2024 ist er Präsident der SP/Grünen-Fraktion im Schwyzer Kantonsrat. Er war Kampagnenleiter der kantonalen Musikschulinitiative und war von 2020 bis 2022 als Kampagnenleiter für die kantonale Initiative «Ja zur bezahlbaren Kinderbetreuung für alle» mitverantwortlich. Weiter war er Initiativkomiteemitglied der kantonalen Transparenzinitiative und der Kaufkraft-Initiative.
Seit 2017 ist er Präsident der SP Arth-Goldau.
Prelicz kandidierte bei den Schweizer Parlamentswahlen 2023 für den Nationalrat.

## Berufliche Laufbahn
Der Bariton Prelicz studierte bei Peter Brechbühler an der Hochschule Luzern – Musik klassischen Gesang. Dabei schloss er die beiden Masterstudiengänge Master of Arts in Music Performance Klassik vokal (Minor Musiktheater) und Master of Arts in Musikpädagogik Vokalpädagogik ab. In Koproduktionen der Hochschule Luzern und dem Theater Luzern trat er als Solist in der Oper Beggar’s Opera und den beiden Uraufführungen Ansichten einer Reise und Sieben Briefe zur Begegnung auf. 2014 übernahm er im Rahmen des Lucerne Festivals unter der Leitung von Marcus Creed die Partie des Gobryas in Händels Belshazzar. Seit 2019 ist er als Solist Ensemblemitglied des Theaters Arth.